# Angol labdarúgó-bajnokság (másodosztály)
A Football League Championship (röviden Championship vagy Sky Bet Championship a szponzor miatt) az angol labdarúgó-bajnokságok közül a legelső, a szintek közül a második a Premier League után, az English Football League legmagasabb osztálya. Jelenlegi címvédője a Leeds United, a 2024–2025-ös kiírás győztese.

## Története
A Football League Championship a 2004–05-ös szezonra lett bevezetve, korábban Football League First Divisionként működött. Rögtön az első évében összesen 9,8 millió néző látogatott ki a stadionokba, amivel az európai labdarúgás negyedik legnézettebb bajnoksága lett a Premier League (12,88 millió), a spanyol La Liga (11,57 millió) és a német Bundesliga (10,92 millió) mögött, de megelőzte az olasz Serie A-t (9,77 millió) és a francia Ligue 1-et (8,17 millió). Az igazsághoz az is hozzátartozik, hogy amíg a Championshipben 24 csapat van, addig a La Ligában, a Serie A-ban és a Ligue 1-ben 20, a Bundesligában pedig 18. A bajnokság sikerében a TV-s jogdíjak hatalmas szerepet játszanak.

## A bajnokság lebonyolítása
A Championship mezőnye 24 csapatból áll, melyek az augusztustól májusig tartó szezon alatt kétszer játszanak egymással, egyszer otthon, egyszer idegenben. Ez azt jelenti, hogy egy csapat bajnoki szezonja 46 meccsből áll. A pontozás a megszokottak szerint zajlik, a győzelemért 3, a döntetlenért 1 pont jár, vereség esetén pedig nem jár pont. A csapatok rangsorolásakor legfontosabb adat a gyűjtött pontok száma, utána veszik számításba a gólkülönbséget, legvégül pedig a lőtt gólok számát. Ha az évad végén egy csapatnál az előbbi mutatók közül mindegyik megegyezik, akkor a betűrend szerint dől el a helyezés. Ha azonban az adott pozíció megszerzésén feljutás, kiesés vagy osztályozós hely múlik, akkor az érintett csapatok még egyszer játszanak egymással.
Az első két helyen végző gárda automatikusan feljut a Premier League-be, a harmadik, negyedik, ötödik és hatodik helyen végző csapatok pedig rájátszásban vesznek részt a feljutásért. E szerint a harmadik és a hatodik, valamint a negyedik és ötödik csap össze egy kétfordulós elődöntőn. A győztesek bejutnak a döntőbe, ahol egy találkozón dől el a győzelem. Aki itt nyer, az szintén feljut az élvonalba és kap egy trófeát is. A feljutókat a Premier League-ből kieső három csapat pótolja.
Az utolsó három helyezett kiesik a League One-ba, a harmadosztályba, helyükre pedig a League One legjobbjai érkeznek.

## Feljutók az élvonalba
| Szezon  | Győztes                 | Második                | Rájátszás győztese  |
| ------- | ----------------------- | ---------------------- | ------------------- |
| 2004–05 | Sunderland              | Wigan Athletic         | West Ham United     |
| 2005–06 | Reading                 | Sheffield United       | Watford             |
| 2006–07 | Sunderland              | Birmingham City        | Derby County        |
| 2007–08 | West Bromwich Albion    | Stoke City             | Hull City           |
| 2008–09 | Wolverhampton Wanderers | Birmingham City        | Burnley             |
| 2009–10 | Newcastle United        | West Bromwich Albion   | Blackpool           |
| 2010–11 | Queens Park Rangers     | Norwich City           | Swansea City        |
| 2011–12 | Reading                 | Southampton            | West Ham United     |
| 2012–13 | Cardiff City            | Hull City              | Crystal Palace      |
| 2013–14 | Leicester City          | Burnley                | Queens Park Rangers |
| 2014–15 | AFC Bournemouth         | Watford                | Norwich City        |
| 2015–16 | Burnley                 | Middlesbrough          | Hull City           |
| 2016–17 | Newcastle United        | Brighton & Hove Albion | Huddersfield        |
| 2017–18 | Wolverhampton Wanderers | Cardiff City           | Fulham              |
| 2018–19 | Norwich City            | Sheffield United       | Aston Villa         |
| 2019–20 | Leeds United            | West Bromwich Albion   | Fulham              |
| 2020–21 | Norwich City            | Watford                | Brentford           |
| 2021–22 | Fulham                  | Bournemouth            | Nottingham Forest   |
| 2022–23 | Burnley                 | Sheffield United       | Luton Town          |
| 2023–24 | Leicester City          | Ipswich Town1          | Southampton         |

1 – Az Ipswich Town rekordmennyiségű, 96 ponttal lett második.

## Kiesők a harmadosztályba
| Szezon  | Csapatok                                                  |
| ------- | --------------------------------------------------------- |
| 2004–05 | Gillingham, Nottingham Forest, Rotherham United           |
| 2005–06 | Crewe Alexandra, Millwall, Brighton & Hove Albion         |
| 2006–07 | Southend United, Luton Town, Leeds United                 |
| 2007–08 | Leicester City, Scunthorpe United, Colchester United      |
| 2008–09 | Norwich City, Southampton, Charlton Athletic              |
| 2009–10 | Sheffield Wednesday, Plymouth Argyle, Peterborough United |
| 2010–11 | Preston North End, Scunthorpe United, Sheffield United    |
| 2011–12 | Portsmouth, Coventry City, Doncaster Rovers               |
| 2012–13 | Peterborough, Wolverhampton, Bristol City                 |
| 2013–14 | Doncaster Rovers, Barnsley, Yeovil Town                   |
| 2014–15 | Millwall FC, Wigan Athletic, Blackpool FC                 |
| 2015–16 | Charlton Athletic, Milton Keynes Dons, Bolton Wanderers   |
| 2016–17 | Blackburn Rovers, Wigan Athletic, Rotherham United        |
| 2017–18 | Barnsley, Burton Albion, Sunderland                       |
| 2018–19 | Rotherham United, Bolton Wanderers, Ipswich Town          |
| 2019–20 | Charlton Athletic, Wigan Athletic, Hull City              |
| 2020–21 | Wycombe Wanderers, Rotherham United, Sheffield Wednesday  |

## Feljutók a harmadosztályból
| Szezon  | Csapatok                                                  |
| ------- | --------------------------------------------------------- |
| 2004–05 | Luton Town, Hull City, Sheffield Wednesday                |
| 2005–06 | Southend United, Colchester United, Barnsley              |
| 2006–07 | Scunthorpe United, Bristol City, Blackpool                |
| 2007–08 | Swansea City, Nottingham Forest, Doncaster Rovers         |
| 2008–09 | Leicester City, Peterborough, Scunthorpe United           |
| 2009–10 | Norwich City, Leeds United, Millwall                      |
| 2010–11 | Brighton & Hove Albion, Southampton, Peterborough United  |
| 2011–12 | Charlton Athletic, Sheffield Wednesday, Huddersfield Town |
| 2012–13 | Doncaster Rovers, Bournemouth, Yeovil Town                |
| 2013–14 | Wolverhampton Wanderers, Brentford, Rotherham United      |
| 2014–15 | Bristol City, Milton Keynes Dons FC, Preston North End FC |
| 2015–16 | Wigan Athletic, Burton Albion, Barnsley                   |
| 2016–17 | Sheffield United, Bolton Wanderers, Millwall              |
| 2017–18 | Wigan Athletic, Blackburn Rovers, Rotherham United        |
| 2018–19 | Luton Town, Barnsley, Charlton Athletic                   |
| 2019–20 | Coventry City, Rotherham United, Wycombe Wanderers        |
| 2020–21 | Hull City, Peterborough United, Blackpool                 |

## Gólkirályok
| Szezon  | Gólkirály           | Csapat                                    | Gólok |
| ------- | ------------------- | ----------------------------------------- | ----- |
| 2004–05 | Nathan Ellington    | Wigan Athletic                            | 24    |
| 2005–06 | Marlon King         | Watford                                   | 21    |
| 2006–07 | Jamie Cureton       | Colchester United                         | 23    |
| 2007–08 | Sylvan Ebanks-Blake | Plymouth Argyle / Wolverhampton Wanderers | 23    |
| 2008–09 | Sylvan Ebanks-Blake | Wolverhampton Wanderers                   | 25    |
| 2009–10 | Peter Whittingham   | Cardiff City                              | 21    |
| 2010–11 | Danny Graham        | Norwich City                              | 24    |
| 2011–12 | Rickie Lambert      | Southampton                               | 27    |
| 2012–13 | Glenn Murray        | Crystal Palace                            | 30    |
| 2013–14 | Ross McCormack      | Leeds United                              | 28    |
| 2014–15 | Daryl Murphy        | Ipswich Town                              | 27    |
| 2015–16 | Andre Gray          | Burnley                                   | 25    |
| 2016–17 | Chris Wood          | Leeds United                              | 27    |
| 2017-18 | Matěj Vydra         | Derby County                              | 21    |
| 2018-19 | Teemu Pukki         | Norwich City                              | 29    |
| 2019-20 | Aleksandar Mitrović | Fulham                                    | 26    |
| 2019-20 | Ollie Watkins       | Brentford                                 | 26    |
| 2020-21 | Ivan Toney          | Brentford                                 | 33    |